# Бабець Павло Петрович
Павло Петрович Бабець (нар. 3 лютого 1916, місто Миколаїв, тепер Миколаївської області — ?) — український радянський партійний діяч, 1-й секретар Мелітопольського міського комітету КПУ Запорізької області. Депутат Верховної Ради УРСР 4-го скликання.

## Біографія
У 1937—1939 роках — у Червоній армії.
До 1941 року працював у місті Дніпродзержинську Дніпропетровської області. 
З червня 1941 року — у Червоній армії, учасник німецько-радянської війни. Служив заступником командира роти із політичної частини 126-го стрілецького полку 71-ї стрілецької дивізії 2-ї Ударної армії Волховського фронту, потім заступником командира стрілецького батальйона 126-го стрілецького полку 71-ї стрілецької дивізії 18-ї армії 1-го Українського фронту. У 1944 році був важко паранений.
Член ВКП(б) з 1942 року.
Після демобілізації перебував на відповідальній партійній роботі.
На початку 1950-х — початку 1960-х років — 1-й секретар Мелітопольського міського комітету КПУ Запорізької області.
Потім — на пенсії у місті Люберци Московської області.

## Звання
- старший лейтенант

## Нагороди
- орден Вітчизняної війни І ст. (6.04.1985)
- орден Вітчизняної війни ІІ ст. (18.04.1944)
- орден Червоної Зірки  (15.02.1943)
- ордени
- медалі